# Crisi del burro norvegese

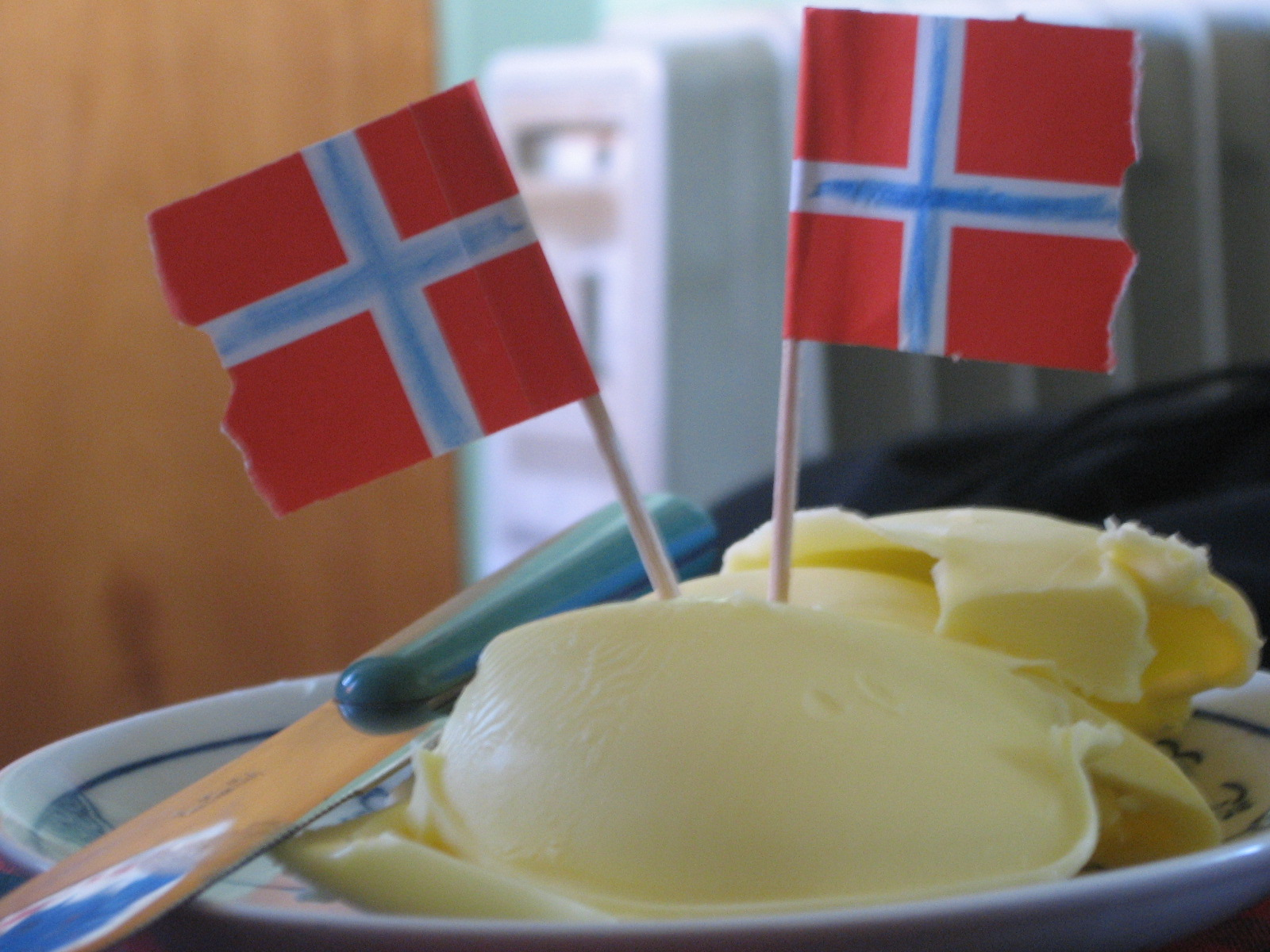
Un piatto di burro norvegese pronto per essere spalmato nel giorno della Costituzione norvegese

La crisi del burro norvegese è stata una forte diminuzione della disponibilità di burro in Norvegia avvenuta alla fine del 2011. La carenza ha causato un'impennata dei prezzi su tutti i mercati norvegesi, con i negozi che venivano svuotati delle scorte dell'alimento entro pochi minuti dalle consegne. Secondo il tabloid danese B.T., la Norvegia è stata "colpita dallo smør-panik" ("panico del burro"), a causa dell'inaspettata e improvvisa carenza di burro.

## Cause

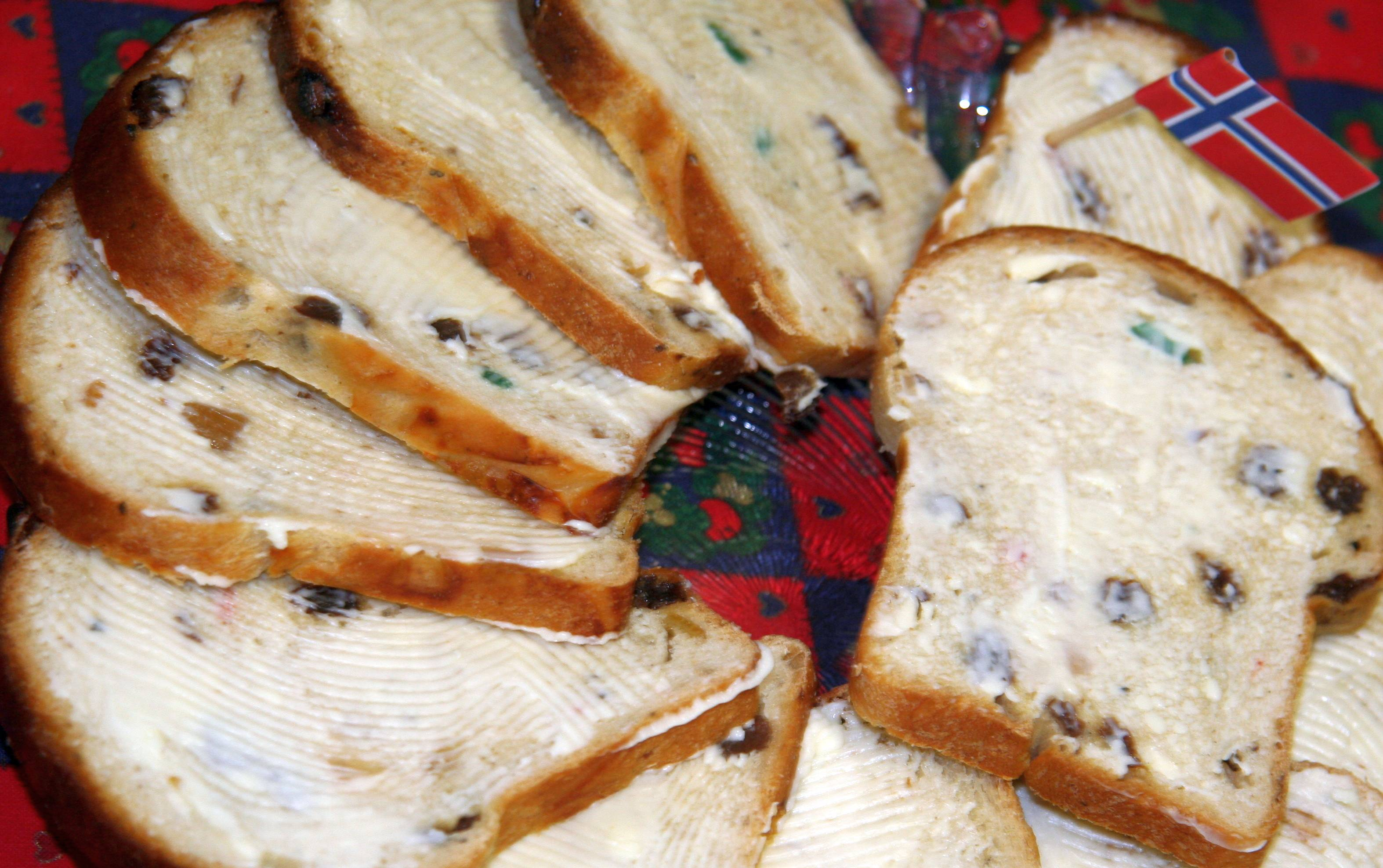
Pane dolce tradizionale norvegese per il periodo di Natale chiamato julebrød o julekake ("pane/torta di Natale") affettato e spalmato di burro. Il burro è un ingrediente comune nei piatti natalizi norvegesi.

Le forti piogge estive che hanno colpito gli allevamenti norvegesi hanno ridotto la produzione di latte durante i mesi estivi di circa 20 000 000 litri, portando ad un aumento dei prezzi del burro.
Nello stesso tempo, la domanda del prodotto è aumentata rapidamente, con un aumento di circa il 20% delle vendite nell'ottobre del 2011 e un ulteriore aumento del 30% a novembre. La grave carenza ha successivamente provocato un'impennata dei prezzi. Una singola confezione da 250 g di burro Lurpak importato costava 300 NOK (€ 39) durante metà di dicembre 2011. Per i norvegesi, il burro costituisce una parte fondamentale per la preparazione di piatti natalizi, oltre ad essere particolarmente popolare nelle diete ricche di grassi e povere di carboidrati.
Di seguito un grafico sul consumo di burro in Norvegia tra il 1979 e il 2020.
Consumo di burro kg/pro capiteAnno01234561979199920112013201520172019Consumo kg/pro capite
La carenza è durata nel tempo a causa degli elevati dazi sull'importazione del burro imposti per proteggere l'industria lattiero-casearia nazionale dalla concorrenza degli altri paesi, il che significava che il 90% del burro in vendita in Norvegia era prodotto internamente. L'industria casearia ha stimato un deficit di burro compreso tra 500 e 1000 tonnellate, mentre la domanda di burro è aumentata del 30% rispetto al 2010. Tine, la maggiore cooperativa lattiero-casearia del paese,  che all'epoca produceva il 90% del burro norvegese e che si occupava di regolarne il mercato, è stata accusata dai produttori di latte di non averli informati sull'aumento della domanda e di aver permesso l'esportazione di una quantità di burro troppo elevata.

## Conseguenze
In risposta alle crescenti critiche, Tine ha chiesto al governo norvegese di ridurre le tariffe per consentire di soddisfare la domanda attraverso importazioni dai paesi vicini. Il governo ha risposto abbassando i dazi sull'importazione dell'80%, a 4 NOK (€ 0,51) per chilogrammo, rispetto ai soliti 25 NOK (€ 3,22). Tuttavia, secondo un portavoce di Tine, era improbabile che questo portasse all'aumento della disponibilità di burro fino a gennaio 2012. A seguito della crisi, ci sono state richieste di riformare il monopolio di stato norvegese. La struttura del settore lattiero-caseario è stata creata dopo la seconda guerra mondiale per mantenere alti i prezzi esteri a tutela delle piccole aziende agricole, ma secondo i critici del sistema si tratta di fatto di un monopolio incapace soddisfare le esigenze dei consumatori.
La crisi ha provocato una serie di risposte da parte di individui e organizzazioni in Norvegia e nei paesi vicini. Un giornale norvegese ha cercato di attirare nuovi abbonati offrendo loro mezzo chilo di burro, mentre degli studenti hanno messo all'asta del burro su Internet nel tentativo di raccogliere fondi per una festa di laurea. Diverse persone sono state arrestate dalle autorità di confine per aver tentato di contrabbandare panetti di burro, mentre gli svedesi hanno iniziato a pubblicare annunci online offrendo di trasportare del burro ai norvegesi arrivando a farlo pagare anche 460 NOK (€ 59) per confezione. L'imprenditore danese Karl Christian Lund ha cercato di pubblicizzare la propria attività distribuendo migliaia di confezioni a Kristiansand e Oslo, mentre i supermercati svedesi si occupavano di offrire burro gratuito ai clienti norvegesi per invogliarli a fare la spesa oltre confine. Sul lato svedese del confine sud-orientale a Svinesund, i negozi hanno riferito di aver venduto venti volte più burro del normale, con nove acquirenti su dieci norvegesi. Un programma televisivo danese ha trasmesso un "appello di emergenza" agli spettatori affinché inviassero del burro in aiuto del vicino paese scandinavo, raccogliendo 4 000 confezioni di burro da distribuire ai norvegesi. Gli aeroporti e i traghetti danesi che effettuavano collegamenti tra i due paesi conservavano una scorta di burro nei loro negozi duty-free.

## Perdite
A causa della crisi, è stato stimato che i rivenditori norvegesi abbiano perso circa 43 milioni di NOK. Il Partito del progresso norvegese ha richiesto a Tine di risarcire i rivenditori per le loro perdite.